# Finansministerium
Finansministerium eller finansdepartement är ett ministerium (regeringsdepartement) som vanligtvis ansvarar för finanspolitiken och den nationella budgeten. Ministeriet leds av en finansminister och ofta sorterar ytterligare en minister under ministeriet (till exempel kommun- och finansmarknadsminister i Sverige). Finansministerns närmsta rådgivare är en politiskt tillsatt stab som vanligtvis leds av en statssekreterare. Finansministeriet är ofta ett av de större och mer prestigefyllda ministerierna.  
Namnet och titeln på såväl ministerium som minister varierar dock från land till land. Ministerium är den vanligaste beteckningen, men i Sverige och Norge är namnet Finansdepartementet. I USA är namnet Department of the Treasury￼ och i Storbritannien HM Treasury. 
| Nordiska länder |                                                        |     |                                                        |                        |
| Danmark         | Finansministeriet                                      |     | Finansminister                                         | Kancellibygningen      |
| Finland         | Finansministeriet                                      | FM  | Finansminister                                         |                        |
| Norge           | Finansdepartementet                                    |     | Finansminister                                         | G-blokka               |
| Sverige         | Finansdepartementet                                    |     | Finansminister                                         | Kvarteret Loen         |
| Övriga Europa   |                                                        |     |                                                        |                        |
| Frankrike       | Ministère de l'Économie, de l'industrie et de l'emploi |     | Ministre de l’Économie, de l’industrie et de l’emploi. | Bercy                  |
| Italien         | Ministero dell'Economia e delle Finanze                | MEF | Ministri dell'Economia e delle Finanze                 | Palazzo delle Finanze  |
| Spanien         | Ministerio de Economía y Hacienda                      |     | Ministra de Economía y Hacienda                        | Real Casa de la Aduana |
| Storbritannien  | HM Treasury                                            |     | Chancellor of the Exchequer                            | The Treasury Building  |
| Tyskland        | Bundesministerium der Finanzen                         | BMF | Bundesminister der Finanzen                            | Detlev-Rohwedder-Haus  |
| Övriga världen  |                                                        |     |                                                        |                        |
| Kanada          | Department of Finance                                  |     | Minister of Finance                                    | Esplanade Laurier      |
| USA             | Department of the Treasury                             |     | Secretary of the Treasury                              | Treasury Building      |

## Fotnoter
1. ↑  Formell titel är Statsråd och chef för finansdepartementet
2. ↑  Det finns även ett budgetministerium, Ministère du Budget, des comptes publics, de la fonction publique et de la réforme de l'État. Äldre namn på ministeriet är Ministère de l'Économie, des Finances et de l'Industrie (1997-2007) och Ministère de l'Économie, des Finances et de l'Emploi (2007-2008).
3. ↑  Det finns även ett ekonomiministerium, Bundesministerium für Wirtschaft und Technologie.